# Roasjö landskommun
Roasjö landskommun var en tidigare kommun i dåvarande Älvsborgs län.

## Administrativ historik
Den inrättades i Roasjö socken i Kinds härad i Västergötland när 1862 års kommunalförordningar trädde i kraft.
Vid Kommunreformen 1952 uppgick kommunen i Lysjö landskommun. När denna upplöstes 1971 uppgick denna del i Svenljunga kommun.